# Combretaceae
Combretaceae is een botanische naam, voor een familie van tweezaadlobbige planten. Een familie onder deze naam wordt universeel erkend door systemen van plantentaxonomie, dus ook door het APG-systeem (1998) en het APG II-systeem (2003).
Het gaat om een middelgrote familie van enkele honderden soorten, die voorkomen in tropische en subtropische gebieden.
In het Cronquist-systeem (1981) is de plaatsing eveneens in de orde Myrtales, en evenzo in het Wettstein-systeem (1935).